# Abd Allah Siraj
Abd Allah Siraj (en arabe: عبد الله بن عبد الرحمن سراج), né en 1876 à La Mecque et mort en mai 1949 est un homme politique jordanien. Il est le cinquième premier ministre de l'Émirat de Transjordanie.